# Барш (Башкортостан)
Барш (баш. Барыш) — деревня в Бижбулякском районе Башкортостана, относится к Бижбулякскому сельсовету. Проживают башкиры.
С 2005 — современный статус.

## История
Название происходит от названия речки Барыш.
Статус деревня, сельского населённого пункта, посёлок получил согласно Закону Республики Башкортостан от 20 июля 2005 года N 211-з «О внесении изменений в административно-территориальное устройство Республики Башкортостан в связи с образованием, объединением, упразднением и изменением статуса населенных пунктов, переносом административных центров», ст.1:

6. Изменить статус следующих населенных пунктов, установив тип поселения — деревня:

5) в Бижбулякском районе:…

б) поселка Барш Бижбулякского сельсовета

## Географическое положение
Расстояние до:
- районного центра (Бижбуляк): 4 км,
- центра сельсовета (Бижбуляк): 4 км,
- ближайшей ж/д станции (Приютово): 44 км.

## Население
| 2002 | 2009 | 2010 |
| ---- | ---- | ---- |
| 120  | ↗128 | ↘119 |

Национальный состав
Согласно переписи 2002 года, преобладающая национальность — башкиры (84 %), из них 56 мужчин, 64 женщины